# شویانتکووا ویلکا
شویانتکووا ویلکا (به لهستانی:  Świątkowa Wielka) یک روستا در لهستان است که در گمینا کرمپنا واقع شده‌است.